# Carta de povoamento

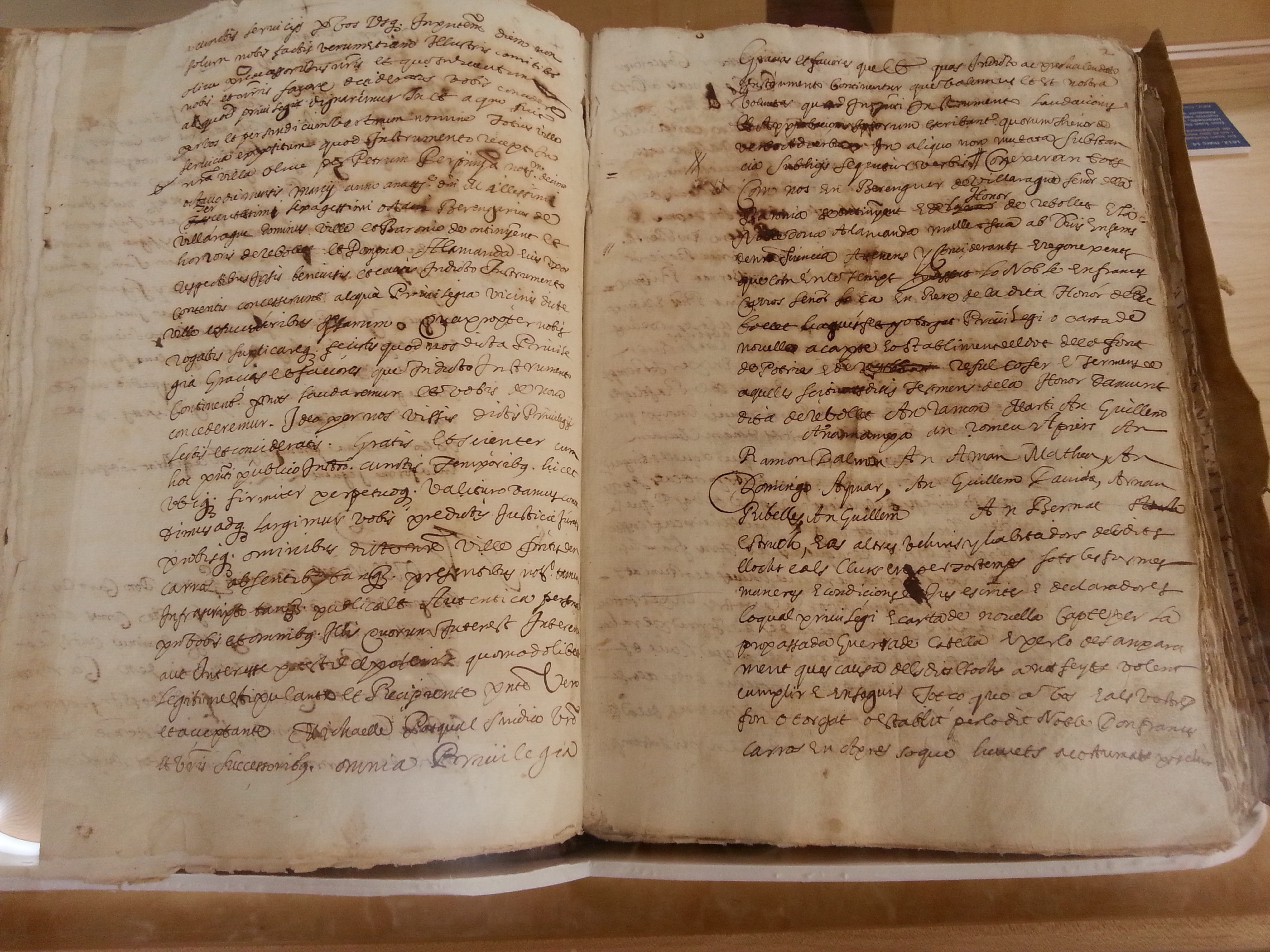
Carta de povoamento de Fuente Encarroz, Potríes e Rafelcofer (copia de 1627).

Carta de povoamento (em latim, chartae populationis) é a denominação do documento pelo qual os reis cristãos, seculares e eclesiásticos da Península Ibérica concediam uma série de privilégios a grupos populacionais, com o propósito de obter o repovoamento de determinadas áreas de interesse económico ou estratégico durante a Reconquista. Foi a primeira manifestação da lei local que apareceu durante esse processo.
As cartas de povoamento estão intimamente relacionados com os forais municipais. Em alguns casos, a principal diferença entre as cartas e os forais é dada pela circunstância de sua concessão. Certas cartas expressam isso em seu texto: concessão do lugar ad populandum, estabelecimento dos limites, especificação do número de habitantes e sua origem. Outros, no entanto, pelo seu conteúdo não diferem muito dos forais.